# Spike (Disney)
Spike (o Buzz Buzz) è un personaggio minore della Banda Disney creato da The Walt Disney Company che compare in alcuni cortometraggi con Paperino.
Nel corto La fortezza dell'oro liquido viene chiamata "Buzz Buzz", e così viene citata anche nel Dizionario dei cartoni animali di Marco Giusti; in altri corti, invece, è chiamata Spike (alla fine di I due... amici lo stesso Paperino le si rivolge con quel nome). Non è chiaro se si tratti di due api diverse o della stessa, e viene ipotizzato che le possibili differenze tra le due siano il risultato del lavoro di diversi artisti sullo stesso personaggio.

## Caratteristiche
È un'ape molto dispettosa, che non sopporta Paperino e nei cortometraggi in cui appare lo sconfigge molto spesso.
Nel film I due... amici, del 1952, Spike, ormai anziano, racconta che lui e Paperino furono originariamente amici, e collaboratori in un'impresa tessile. Successivamente il sodalizio si ruppe quando Paperino tentò di schiacciare l'ape di cui Spike si era innamorato, e che successivamente sposò. Quest'ultima in realtà maltratterà Spike ancora più di Paperino, tanto che alla fine del cartone, Spike fugge insieme a lui dalla moglie che lo perseguita lanciandogli mattarelli ed altre suppellettili.

## Filmografia
- Paperino sui grattacieli (1940)
- Paperino pittore (1948)
- La battaglia della gomma (1949)
- Operazione miele (1949)
- Musica e baseball (1949)
- Paperino e l'ape (1950)
- La fortezza dell'oro liquido (1951)
- I due... amici (1952)